# Desmodium chiapense
Desmodium chiapense är en ärtväxtart som beskrevs av Townshend Stith Brandegee. Desmodium chiapense ingår i släktet Desmodium och familjen ärtväxter. Inga underarter finns listade i Catalogue of Life.